# MDS診断用フローサイトメトリー
MDS診断用フローサイトメトリー（MDSしんだんようフローサイトメトリー）は、骨髄異形成症候群（MDS）の診断法。MDSの診断根拠である細胞の形態異常の判定には、客観性を欠くという欠点がある。このため誤ってMDSの診断を受けたり、逆に見逃される可能性もあり、MDS診断用フローサイトメトリーはこの問題を解決するために考案された。

## 開発の歴史と現状
MDSのフローサイトメトリー検査は、2000年頃には、日本の緒方清行（東京血液疾患研究所）、米国のMichael Loken（Hematologics, Seattle）らによって研究されていた。2006年、国際MDS財団のJohn Bennett博士、ウィーン医科大学のPeter Valent博士らの呼びかけで、緒方、Lokenを始め、世界最大の造血器腫瘍研究グループであるEuropean Leukemia NetのArjan van de Loosdrecht博士らがウィーンに集まり、この問題を討議した 。その後、彼らは共同研究を進め、緒方の考案した方法を基にしたMDS診断用フローサイトメトリーを発表している。日本でも、一部の病院ではこの検査を受けることができる。現在この方法は、2013年7月改訂のNCCN Guideline（米国がんネットワークの診療ガイドライン）で、MDS診断の標準法として推奨されている。